# ゲーサリン・エータワッタクン
ゲーサリン・エータワッタクン（タイ語:  เกศริน เอกธวัชกุล、英語: Kessarin Ektawatkul、1981年 8月31日 - ）は、タイ王国の歌手・女優。愛称は「ヌイ」、「Nui」。

## 経歴
映画
- 七人のマッハ!!!!!!! (2007年）ニュイ